# Mastňák habešský

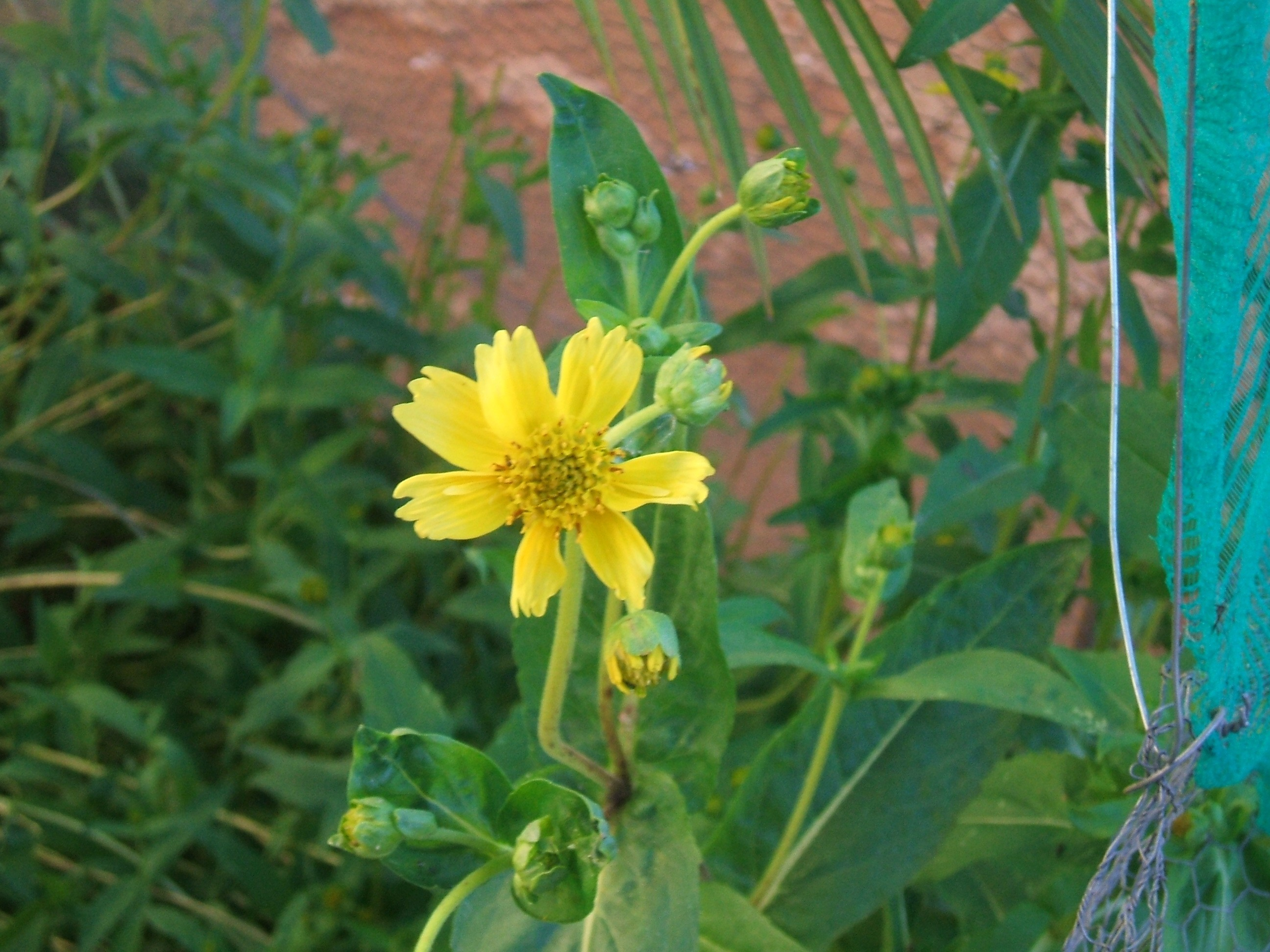
Květenství

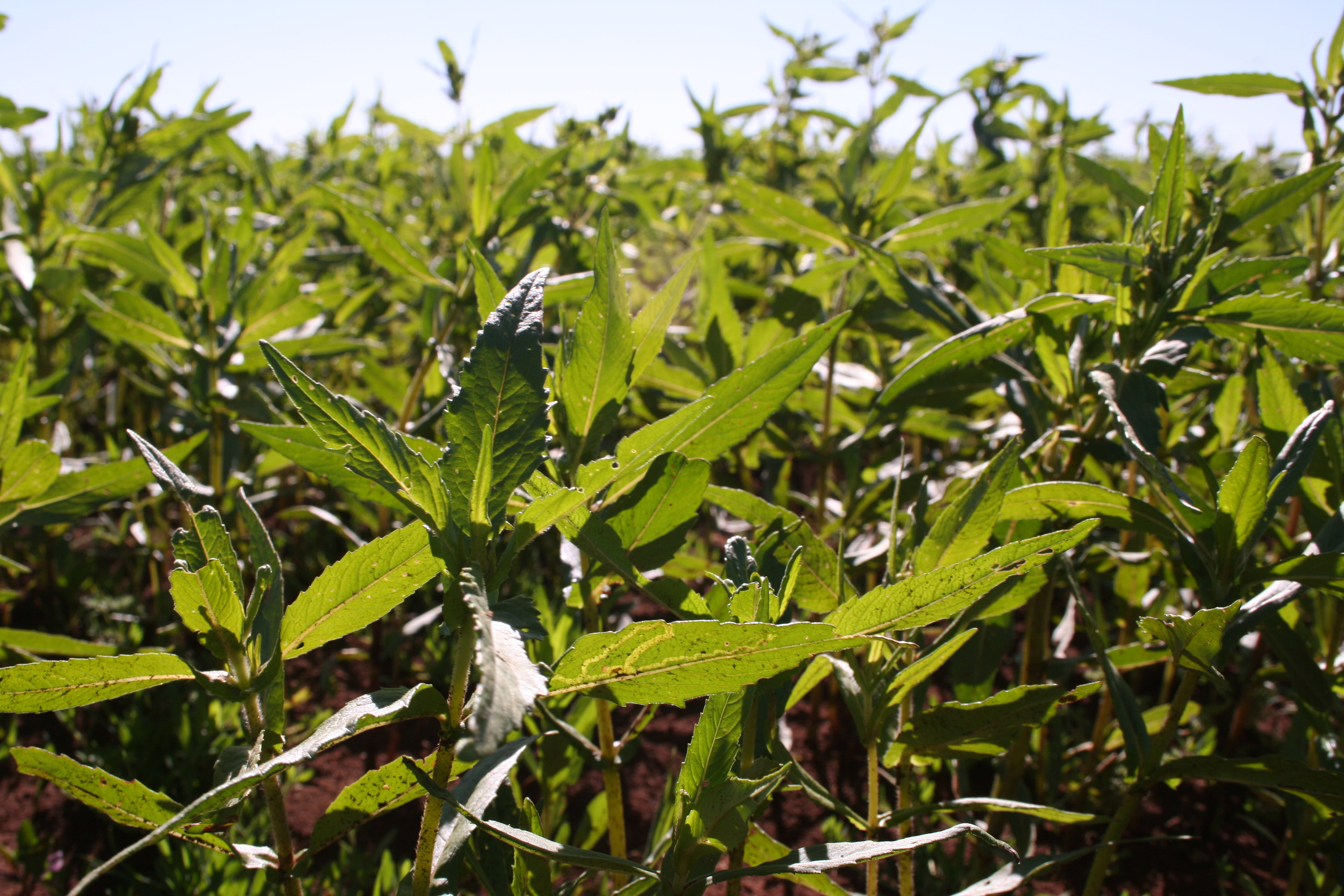
Porost před květem

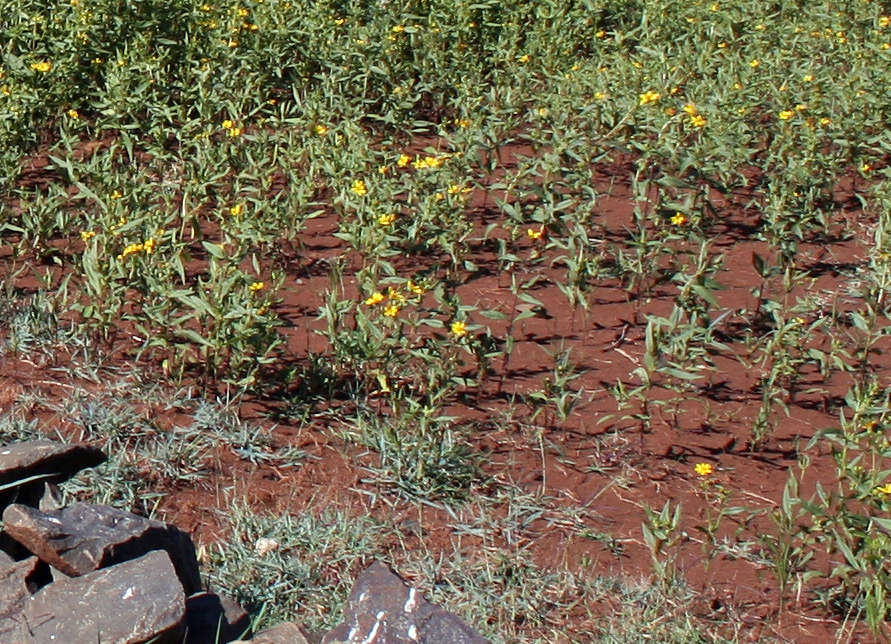
Nakvétající pole

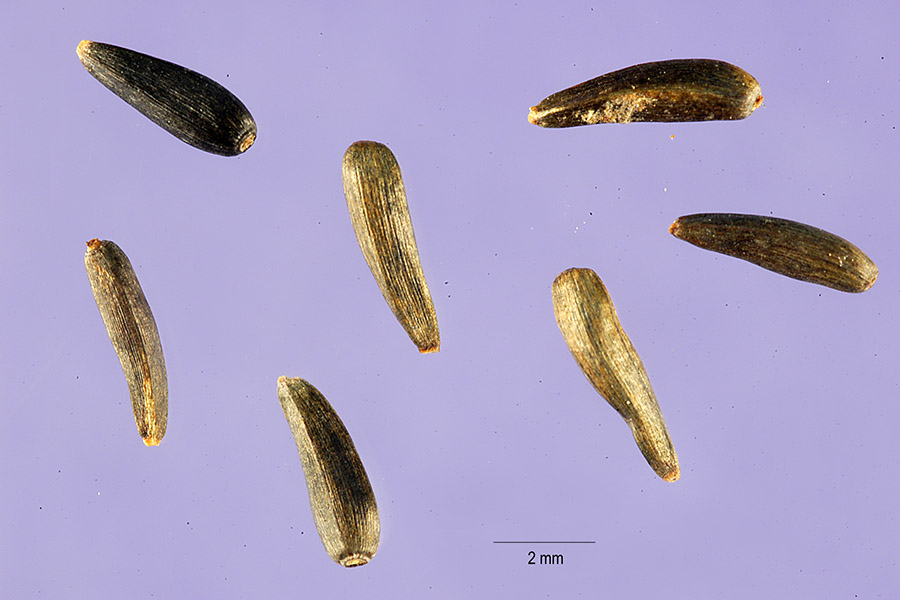
Nažky - semena

Mastňák habešský (Guizotia abyssinica) je jednoletá, teplomilná, až metr vysoká, v létě žlutě kvetoucí rostlina s drobnými květy vyrůstajícími v úborech. Tato suchomilná, původem severoafrická bylina byla v české přírodě zjištěna poprvé roku 1937, pravděpodobně se zde dostala lidským přičiněním. Od té doby je jako nepůvodní druh nacházena v teplých oblastech české krajiny pouze ojediněle, je považována za přechodně zavlékány neofyt. Rod Guizotia je tvořen šesti druhy, z nichž jediný Guizotia abyssinica je lidmi již po tisíciletí kultivován a využíván.

## Rozšíření
Pochází ze severovýchodní Afriky, z rozsáhlé etiopské náhorní plošiny (rozdělené ve dví velkou příkopovou propadlinou), rozkládající se v nadmořské výšce mezi 1500 až 3000 m n. m na území dnešní Etiopie, Eritreje, Súdánu, Jižního Súdánu a Somálska. Lidmi tamního starověkého osídlení byl pěstován pro jedlý olej již dávno před počátkem našeho letopočtu. V předkřesťanské éře byl rozšířen do přírody dalších okolních zemí a obchodníky pak i do vzdálené Indie, Číny i Japonska.
V současnosti je pro semeno mastňák habešský pěstován mimo Etiopií hlavně v Indií a dále roztroušeně v horských oblastech východní a jižní Afriky a v Asii nejčastěji v Bangladéši, Bhútánu, Nepálu a Pákistánu. V 19. století se v malé míře pěstoval v Evropě a v současnosti i ve Spojených státech amerických. Příležitostně zplaňuje a dostává se do volné přírody na mnoha místech s teplým mírným či subtropickým podnebím.

## Ekologie
Mastňák habešský je terofyt, který se ve své domovině přirozeně vyskytuje hlavně na otevřených pláních savan, kde každoročně vyrůstá zejména na narušovaných místech s nezapojeným travnatým porostem. Za jeho druhotné areály jsou pokládané světlé lemy lesů a křovin, svahy a okraje cest, skládky i rumiště. Spokojuje se s půdou neúrodnou a roste poměrně rychle. Po vysetí a zapravení do mělce přeorané půdy brzy vzklíčí. Kořínky semen produkují alelopatické látky bránící většině jednoděložných rostlin v růstu, takže je v mládí plevele většinou neutlačují. Rostliny jsou krátkodenní, začínají kvést až při zkracování dne, hraniční je doba dne kratší než 12 hodin. Ploidie druhu je 2n = 30.
Pro rodové jméno Guizotia byl předlohou francouzský historik a politik François Pierre Guizot, druhové jméno je odvozeno od místa původů, od Habeše. České jméno mastňák vzniklo z vlastnosti semene, které po svléknutí blanitého oplodí působí na omak mastně.

## Popis
Jednoletá bylina s bohatě rozvětvenou lodyhou vysokou 50 až 130 cm (na příhodných místech i 200 cm), která má hluboko sahající hlavní kořen a mnoho postranních kořínků větvenými v hloubce do 5 cm. Lodyha je pevná, tuhá, světle zelená a někdy načervenalá, uvnitř má bílou dřeň, na povrchu je hustě rýhovaná, na bázi lysá a výše drsně chlupatá a je hustě porostlá přisedlými, až objímavými jednoduchými listy. Spodní listy bývají vstřícné a horní střídavé, jejich čepele jsou podlouhlé až kopinaté, 5 až 20 cm dlouhé a 1 až 6 cm široké. Na bázi jsou srdčité až ouškatě objímavé, na vrcholu zašpičatělé, po obvodě celistvé a řídce žláznatě chlupaté, mají vmáčklou žilnatinu a jsou oboustranně matně zelené, spodní listy časem dostávají výrazně žlutý nádech. Palisty bylina nemá.
Na dlouhých, chlupatých, až 14 cm dlouhých stopkách vyrůstají latovitě uspořádané úbory mívající v průměru 2 až 3 cm, které vytvářejí vrcholičnaté květenství. Polokulovitý až zvonkovitý, dvouřadý zákrov má vnější listeny bylinné a vnitřní blanité. Květní lůžko úboru je vypouklé a má blanité, podélně žilkované plevky. Ve středu úboru bývá oboupohlavných květů průměrně padesát, jsou zlatožluté, korunu mají trubkovitou s pěti laloky 5 mm dlouhou. Po obvodě úboru bývá šest až patnáct květů samičích, také zlatožlutě zbarvených, které mají korunu jazykovitou s vejčitou, třízubou ligulou 1 až 1,5 cm dlouhou. Kalich není vyvinutý. V květech je po pěti tyčinkách s prašníky a jedna čnělka s dvoulaločnou bliznou. Opylení květů zajišťuje hmyz.
Plody jsou nažky (semena) 4 až 5 mm dlouhé a 1,5 mm široké, ze samičích květů jsou trojboké a z oboupohlavných čtyřboké. Všechny bývají mírně prohnuté, tmavě hnědé a jsou bez chmýru, po dozrání nažky z lůžka úboru snadno vypadávají. Hmotnost tisíce semen činí 2 až 5 gramů.

## Pěstování
Rostliny se rozmnožují výhradně nažkami, které jsou samovolně rozptylovány větrem či vodou a uměle také lidmi, kteří je šíří při svozu sklizně nebo jako součást ptačího krmiva. Semena uskladněná v suchu si podržují klíčivost nejméně čtyři roky. Na pole se sejí v období dostatku vláhy, obvykle s ukončením období dešťů. Vysévají se do řádků 30 až 50 cm širokých, ve kterých brzy epigeicky vyklíčí. Ručně se plejí dvakrát, poprvé při výšce rostliny 10 cm a podruhé s počátkem nástupu větvení lodyhy. Kořenové alelopatické výměšky a zahuštěný bylinný porost znesnadňuje případným plevelům se příliš rozšířit.
Květy jsou cizosprašné, nedochází k  jejich opylení vlastním pylem. V jednom úboru vykvétají květy postupně asi po dobu osmi dnů, na celém poli kvetou po dobu asi šesti týdnů. Od opylení do zralosti semen uplyne v Etiopii 120 až 180 dnů, v Indii 75 až 120 dnů, doba je rozdílná v důsledku pěstování rozlišných kultivarů i klimatu. Mastňák habešský se vysévá nejčastěji jako meziplodina při pěstování čiroku, prosa, slunečnice nebo sezamu; pole se před jeho setím tradičně nehnojí a roste jen ze zbytkové úrodnosti půdy.
Semena dozrávají postupně a proto je zapotřebí správně určit čas sklizně. Obvykle začíná tři týdny po odkvětu 50 % květů. Rostliny se obvykle ručně seříznou těsně nad zemí a na hromadách se nechají uschnout. Pak se ručně vymlátí na plachtách nebo v mlátičkách. V Etiopii se výtěžek nejčastěji pohybuje od 200 do 500 kg/ha, extrémně až 1000 kg/ha.
V Africe se pěstují tři odrůdy s různou délkou zrání. První 'Abat noug' je pěstována na vysočině v období dešťů, seje se v červnu a sklízí v prosinci, druhá 'Meschno noug' se vysazuje na podmáčených půdách v září a sklízí v lednu, třetí 'Bunegne noug' je nížinný typ vysévaný v červenci a sklízený v říjnu. Odrůdy vysévané v Indii jsou méně citlivé na délku dne, bývají vzrůstově nižší, dozrávají za kratší vegetační dobu a semena mají větší hmotnost, na jednotku plochy však poskytují nižší výnosy.

## Význam
Mastňák habešský se jako olejnina odedávna pěstoval v Africe, hlavně v Etiopii, odkud se v dávné minulosti rozšířil do Indie, kde se v současnosti sklízí okolo 180 000 tun semene. Nažky obsahují průměrně 35 % (u šlechtěných kultivarů 55 %) kvalitního, žlutě zbarveného oleje vhodného pro využití v potravinářství, v kosmetice, při výrobě barev i ve strojírenství. Vylisovaný olej příjemně voní i chutná po vlašských ořeších, obsahuje přes 10 % nasycených mastných kyselin a přes 20 % bílkovin, naopak má nízký podíl (5 %) nežádoucí kyseliny erukové. V místech původu se olej používá hlavně v kuchyni a na svícení.
Zbytky po vylisování jsou dobrým krmivem pro drůbež, celé nažky jsou součástí krmných směsí pro exotické ptactvo (rostlina se takto neúmyslně šíří na druhotná stanoviště po všech kontinentech), semena se vysévají i jako zelené hnojení. Rostliny sloužívají také jako krmivo pro dobytek, který je ale nežere zelené, ale pouze silážované. Suchá vymlácená sláma se využívá v domácnostech jako palivo na vaření.